# 아이스스톡

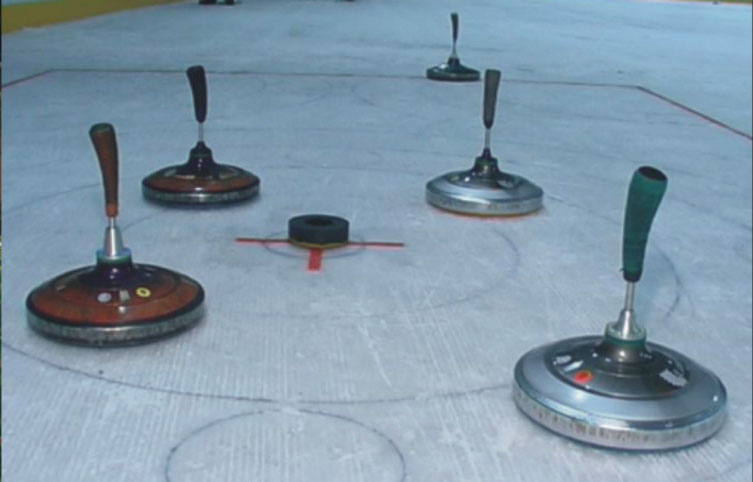
얼음판 위의 아이스 스톡

아이스스톡(독일어: Eisstockschießen, 영어: Icestock sport), 혹은 바이에른 컬링(Bavarian Curling)은 컬링과 비슷한 스포츠의 일종이다. 이 스포츠에서는 컬링에서의 '스톤'과 달리, '아이스 스톡'이라고 한다. '아이스 스톡'의 위에는 약 30cm의 막대기가 부착되어 있다. 이 스포츠는 독일에서 발전되었다. 선수들은 아이스 스톡을 이용해 목표물을 조준해 미끄러뜨리거나 가장 멀리 보내는 경기를 치른다. 이 스포츠는 독일의 남부 지역과 오스트리아에서 많이 경기가 치러진다.
바이에른 컬링은 1936년 동계 올림픽과 1964년 동계 올림픽에서 시범 종목으로 채택된 적이 있다.

## 같이 보기
- 아이스링크